# Eilema sokotrensis
Eilema sokotrensis là một loài bướm đêm thuộc phân họ Arctiinae, họ Erebidae.